# Pikrolimni
Pikrolimni (griechisch Πικρολίμνη (f. sg.)) ist ein Gemeindebezirk der Gemeinde Kilkis in Zentralmakedonien, Griechenland. Er liegt zwischen der makedonischen Hauptstadt Thessaloniki (rund 30 km südlich) und dem Gemeindezentrum Kilkis (Κιλκίς) etwa 20 km nordöstlich.
Bis 2010 war Pikrolimni eine selbständige Gemeinde in der Präfektur Kilkis.
Der Name Pikrolimni rührt von dem nahegelegenen gleichnamigen See her und bedeutet übersetzt ‚bitterer See‘ (gr. pikros πικρός ‚bitter‘ und limni λίιμνη ‚See‘). Verwaltungssitz der Gemeinde war Mikrokambos, das sich unmittelbar an dem See selbst befindet.